# Куля Бублія
Куля Бублія (рос. пуля Бублия) — експансивна куля для рушниць створена на основі кулі Ширинського-Шихматова та має шпулькову форму, схожу на кулю Блондо.

## Характеристики
Куля експансивна, центр ваги головної частини кулі зміщений. Виготовляється з латуні з хрестовидною вставкою зі свинцю.
В її основу взята куля Ширинського-Шихматова. Вона «одягнена» в оболонку, зовнішній вигляд схожий на кулю Блондо. При такій конструкції хвостовик важчий, з кращою динамікою, компактніший в порівнянні з хвостовиком експансивної кулі В. Корольова. В запропонованому рішенні відсутнє різьбове з'єднання, що спрощує її конструкцію.
Кулю застосовують в контейнері. Таку кулю можна виготовити в будь-якій майстерні. Куля добре проходить через чагарник і повністю руйнується при потраплянні в ціль. Розвиваючи дану конструкцію, можна надати їй форму «стріли».